# بابی هاکت (شناگر)
بابی هاکت (به انگلیسی: Bobby Hackett) (زادهٔ ۱۵ اوت ۱۹۵۹) شناگر اهل ایالات متحده آمریکا است.